# Aongstroemia julacea
Aongstroemia julacea là một loài Rêu trong họ Dicranaceae. Loài này được (Hook.) Mitt. mô tả khoa học đầu tiên năm 1869.